# Ґольондково
Ґольондково (пол. Golądkowo) — село в Польщі, у гміні Вінниця Пултуського повіту Мазовецького воєводства.
Населення — 246 осіб (2011).
У 1975-1998 роках село належало до Цехановського воєводства.

## Демографія
Демографічна структура станом на 31 березня 2011 року:
|          | Загалом | Допрацездатний вік | Працездатний вік | Постпрацездатний вік |
| -------- | ------- | ------------------ | ---------------- | -------------------- |
| Чоловіки | 116     | 33                 | 73               | 10                   |
| Жінки    | 130     | 34                 | 68               | 28                   |
| Разом    | 246     | 67                 | 141              | 38                   |